# George Fitzmaurice
George Fitzmaurice (Parigi, 13 febbraio 1885 – Los Angeles, 13 giugno 1940) è stato un regista e produttore cinematografico statunitense.

## Biografia

### Carriera
La carriera di Fitzmaurice nel mondo del cinema iniziò come scenografo. Dal 1914 sino alla sua morte nel 1940, diresse oltre ottanta film, inclusi numerosi successi al box office come Il figlio dello sceicco (1926), Raffles (1930), Mata Hari (1931) e Il mio amore eri tu (1936).
All'inizio della sua carriera come regista, Fitzmaurice ebbe l'astuzia di dirigere le attrici nella fase iniziale della loro carriera, quando la prima ondata di divi di Broadway migrò verso il cinema durante il periodo della prima guerra mondiale. Fra queste: Mae Murray, Elsie Ferguson, Fannie Ward, Helene Chadwick, Irene Fenwick, Gail Kane, Edna Goodrich ed Ouida Bergère che divenne sua moglie. Quest'ultima, oltre a recitare, era anche una scrittrice e sceneggiò numerosi film del marito.
Il figlio dello sceicco (1926) fu uno dei suoi più notevoli successi, oltre che uno dei film muti più celebri, anche per la morte improvvisa del suo attore protagonista Rodolfo Valentino. Fitzmaurice comunque diresse decine di film muti, molti dei quali sono però andati perduti per varie ragioni. Fra le sue pellicole rinvenute più recentemente si ricordano Witness for the Defense (1919) e Idols of Clay (1920).

### Vita privata
Fitzmaurice era cognato di Lois Wilson, di cui aveva sposato nel 1927 la sorella Diana Kane. Da quel matrimonio, finito presto con il divorzio, era nato un figlio.

## Galleria d'immagini

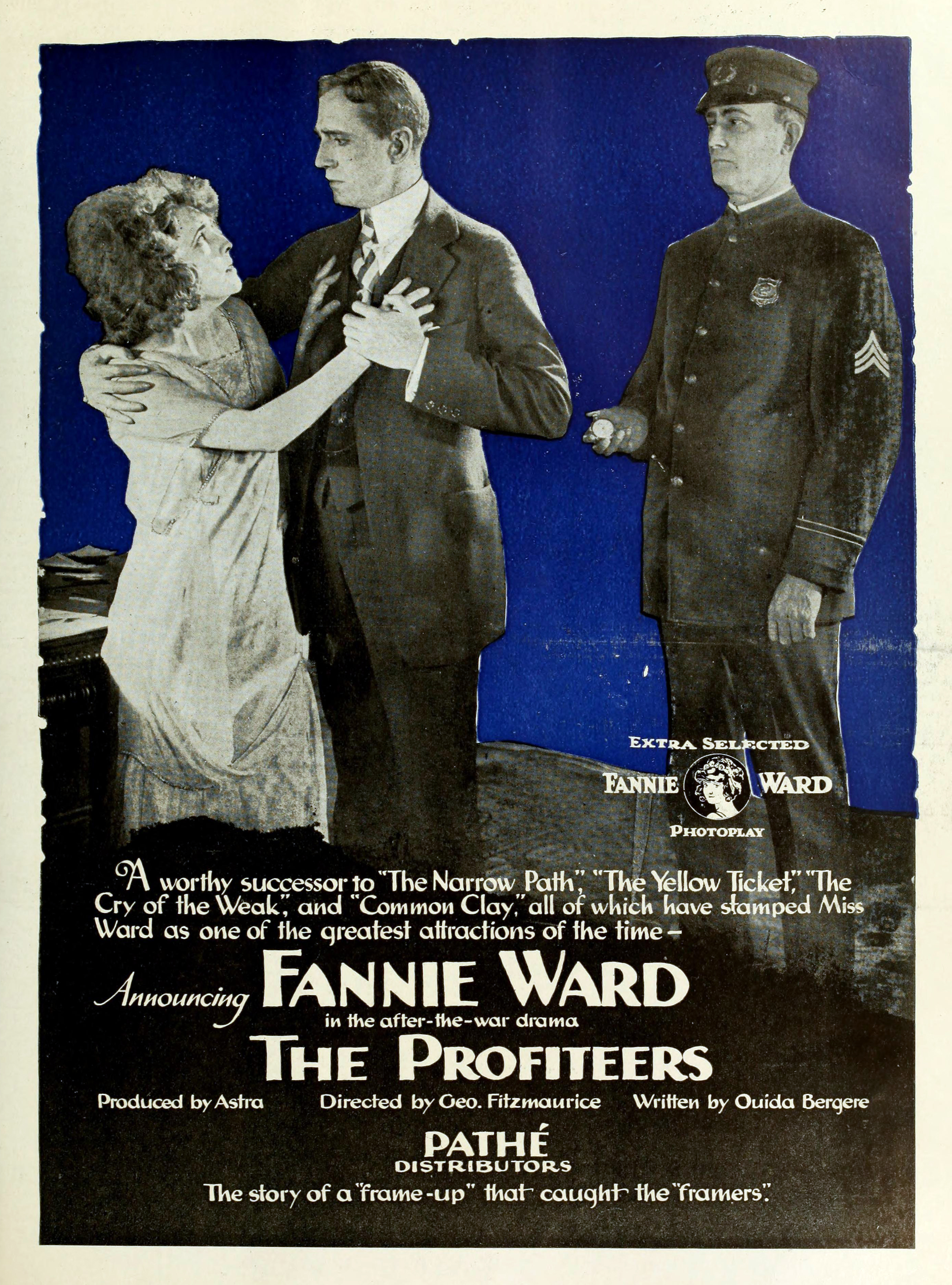
The Profiteers (1919)
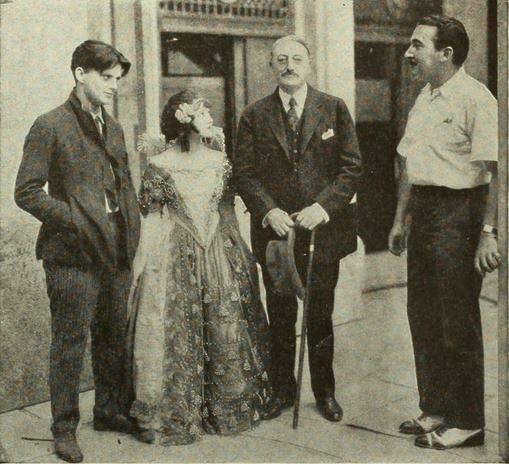
Arthur Rankin, Anne Cornwall, John Drew e George Fitzmaurice (1922)

## Filmografia

### Regista
- When Rome Ruled (1914)
- The Quest of the Sacred Jewel (1914)
- The Bomb Boy - cortometraggio (1914)
- Stop Thief! (1915)
- The Commuters (1915)
- Who's Who in Society (1915)
- The Money Master (1915)
- Via Wireless (1915)
- At Bay (1915)
- New York (1916)
- Big Jim Garrity (1916)
- The Test (1916)
- Arms and the Woman (1916)
- The Romantic Journey (1916)
- Kick In (1917)
- The Hunting of the Hawk (1917)
- The Recoil (1917)
- The Iron Heart (1917)
- Blind Man's Luck (1917)
- The On-the-Square Girl (1917)
- The Mark of Cain (1917)
- Sylvia of the Secret Service (1917)
- Innocent (1918)
- The Naulahka (1918)
- The Hillcrest Mystery (1918)
- A Japanese Nightingale (1918)
- The Narrow Path (1918)
- Common Clay (1919)
- The Cry of the Weak (1919)
- The Profiteers (1919)
- La valanga (The Avalanche) (1919)
- Our Better Selves (1919)
- A Society Exile (1919)
- The Witness for the Defense (1919)
- Counterfeit (1919)
- La figlia del vento (On with the Dance) (1920)
- The Right to Love (1920)
- Idols of Clay (1920)
- Paying the Piper (1921)
- Giovinezza (Experience) (1921)
- La vita è un sogno (Forever) (1921)
- Three Live Ghosts (1922)
- The Man from Home (1922)
- To Have and to Hold (1922)
- Kick In (1922)
- Bella Donna (1923)
- La vampa (The Cheat) (1923)
- The Eternal City (1923)
- Cytherea (1924)
- Tarnish (1924)
- A Thief in Paradise (1925)
- His Supreme Moment (1925)
- The Dark Angel (1925)
- Il figlio dello sceicco (The Son of the Sheik) (1926)
- The Night of Love (1927)
- The Tender Hour (1927)
- Il cavaliere nero (Rose of the Golden West) (1927)
- La creola della Luisiana (The Love Mart) (1927)
- Le sette aquile (Lilac Time) co-regista Frank Lloyd (non accreditato) (1928)
- Il re della piazza (The Barker) (1928)
- Sette anni di gioia (His Captive Woman) (1929)
- Rondine marina (The Man and the Moment) (1929)
- La porta chiusa (1929)
- Rosa tigrata (Tiger Rose) (1929)
- Femmina (The Bad One) (1930)
- Raffles co-regista, non accreditato, Harry d'Abbadie d'Arrast (1930)
- The Devil to Pay! (1930)
- Una notte celestiale (One Heavenly Night) (1931)
- Volubilità (Strangers May Kiss) (1931) (non accreditato)
- Nell'oasi del terrore (The Unholy Garden) (1931)
- Mata Hari (1931)
- Come tu mi vuoi (As You Desire Me) (1932)
- Labbra proibite (Rockabye), regia di George Cukor - Fitzmaurice non accreditato (1932)
- Nanà (Nana), sostituito da Dorothy Arzner (1934)
- All Men Are Enemies (1934)
- Finalmente una donna! (Petticoat Fever) (1936)
- Il mio amore eri tu (Suzy) (1936)
- La fine della signora Cheyney (The Last of Mrs. Cheyney), regia di Richard Boleslawski e (non accreditati) Dorothy Arzner e Fitzmaurice (1937)
- I candelabri dello zar (The Emperor's Candlesticks) (1937)
- Vivi ama e impara (Live, Love and Learn) (1937)
- Dopo Arsenio Lupin (Arsène Lupin Returns) (1938)
- Vacation from Love (1938)
- La signora dei diamanti (Adventure in Diamonds) (1940)

### Produttore (parziale)
- Vengeance Is Mine, regia di Frank Hall Crane - supervisore (1917)
- Paying the Piper, regia di George Fitzmaurice (1921)
- La vampa (The Cheat), regia di George Fitzmaurice (1923)
- Il figlio dello sceicco (The Son of the Sheik), regia di George Fitzmaurice (1926)
- Le sette aquile (Lilac Time) regia di George Fitzmaurice e, non accreditato, Frank Lloyd (1928)
- La porta chiusa, regia di George Fitzmaurice (1929)
- Femmina, regia di George Fitzmaurice (The Bad One) (1930)